# Bouvade
La Bouvade ou ruisseau des Bouvades, parfois simplement les Bouvades, est une rivière française coulant dans le département de Meurthe-et-Moselle, en région Grand-Est, et un affluent gauche de la Moselle, donc un sous-affluent du fleuve le Rhin.

## Géographie
De 20,2 km de longueur, la Bouvade naît dans une région boisée située au sud de la ville de Toul, sur le territoire de la commune de Bagneux, non loin de Colombey-les-Belles. Peu après sa naissance, la rivière adopte la direction du nord, direction qu'elle maintiendra globalement jusqu'à son confluent avec la Moselle au niveau de la commune de Pierre-la-Treiche, située à peu de distance en amont (au sud-est) de la ville de Toul.

### Communes traversées
La Bouvade traverse les communes suivantes : Bagneux, Barisey-la-Côte, Crézilles, Moutrot, Bicqueley et Pierre-la-Treiche, toutes situées dans le département de Meurthe-et-Moselle.

## Affluents
La rivière reçoit de nombreux petits affluents, surtout en rive gauche, issus de la région très boisée des Côtes de Meuse (forêt de l'Essart, forêt de Meine, etc.).
- Ru du Chahalot (rd[note 1])
- Ru du Poisson (rg)
- Ru des Étangs (rg)

En rive droite, elle reçoit un petit ruisseau, le Chaudeau, peu avant son confluent avec la Moselle. 
Elle est aussi alimentée par des résurgences karstiques intermittentes de l'Aroffe au niveau de la deuille de Crézilles et du trou des Glanes.

## Hydrologie
Son régime hydrologique est dit pluvial.

### Débits observés à Bicqueley

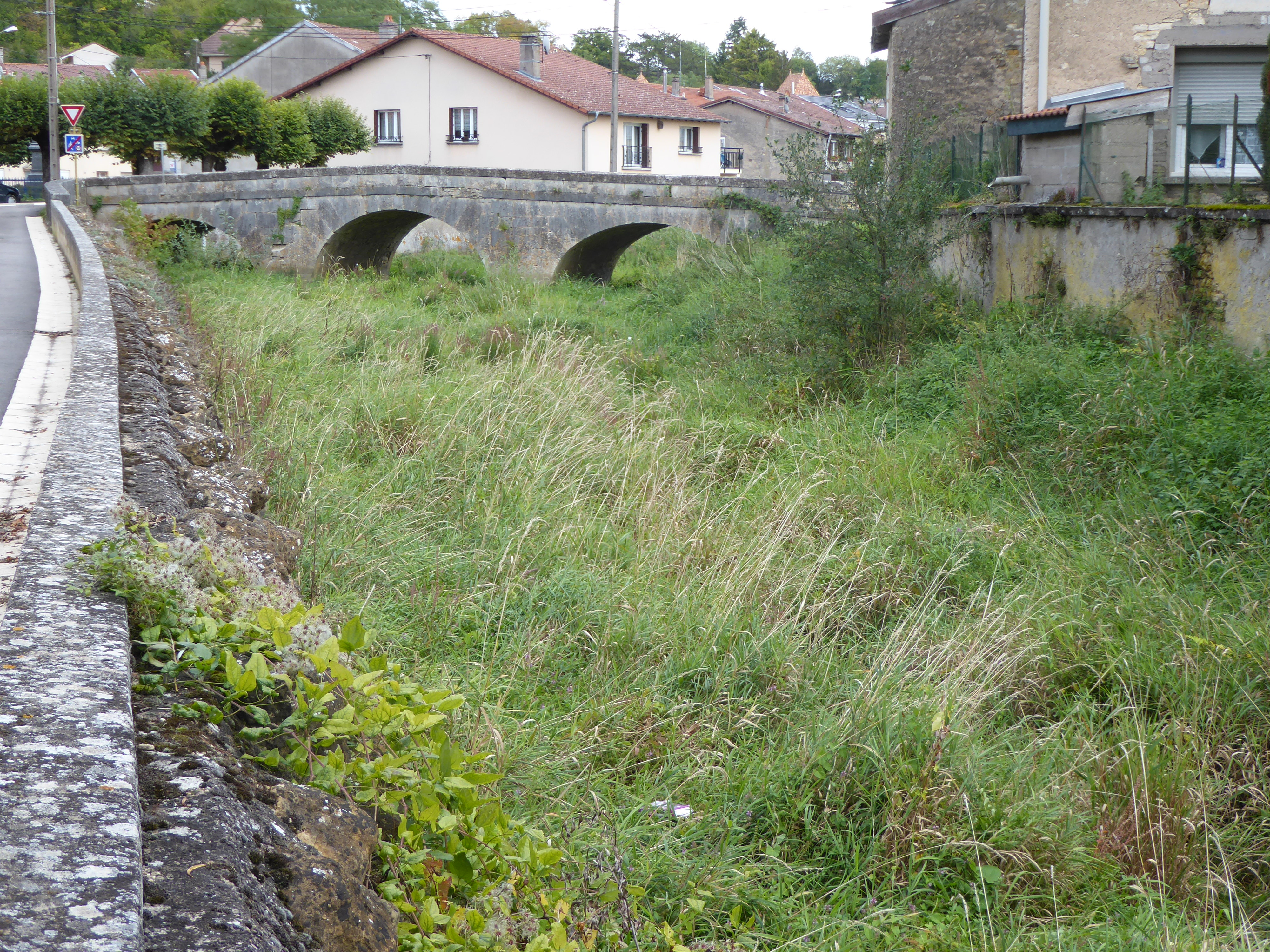
La Bouvade à sec à Bicqueley en septembre 2017.

Le débit de la Bouvade a été observé pendant une période de 26 ans (1983-2008), à Bicqueley, localité du département de Meurthe-et-Moselle, située à quelque distance du confluent avec la Moselle. Le bassin versant de la rivière y est de 71 km2, soit 70 % de sa totalité qui en fait 101,6.
Le module de la rivière à Bicqueley est de 1,49 m3/s.
Le ruisseau des Bouvades présente des fluctuations saisonnières de débit très importantes, avec des hautes eaux d'hiver portant le débit mensuel moyen à des niveaux situés entre 2,63 et 3,50 m3/s, de décembre à mars inclus (maximum en janvier), et des basses eaux d'été, de juillet à septembre, avec une baisse du débit moyen mensuel allant jusque 0,142 m3/s au mois de juillet (142 litres par seconde).
Le VCN3 peut chuter jusque 0,001 m3/s, en cas de période quinquennale sèche, soit 1 litre par seconde, le cours d'eau tombant ainsi quasi à sec.
D'autre part, les crues peuvent être assez importantes. Les QIX 2 et QIX 5 valent respectivement 16 et 24 m3/s. Le QIX 10 vaut 29 m3/s, tandis que le QIX 20 est de 34 m3/s. Enfin le QIX 50 se monte à 40 m3/s.
Le débit instantané maximal enregistré a été de 37,5 m3/s le 5 décembre 1988, tandis que la valeur journalière maximale était de 19,9 m3/s le 19 décembre 1999. En comparant le premier de ces chiffres aux valeurs des différents QIX de la rivière, il apparaît que cette crue était un peu plus forte que la crue vicennale calculée par le QIX 20 et donc destinée à se répéter environ tous les 30 ans en moyenne.
La lame d'eau écoulée dans le bassin des Bouvades est de 665 millimètres annuellement, ce qui est très nettement supérieur à la moyenne d'ensemble de la France, mais également à celle de l'ensemble du bassin versant de la Moselle (445 millimètres à Hauconcourt, en aval de Metz). Le débit spécifique (ou Qsp) atteint 21 litres par seconde et par kilomètre carré de bassin.
Dans la nuit du 3 au 4 mai 2013, une crue exceptionnelle de la Bouvade a inondé le village de Bicqueley. Selon un rapport du BRGM, cette inondation inhabituelle s'explique par une hauteur importante de la nappe souterraine dans le réseau karstique cette année-là, cumulée à une pluviométrie élevée mais non exceptionnelle.

### Débit au niveau de son confluent
Le module de la Bouvade, au confluent de la Moselle vaut 2,52 m3/s pour un bassin versant de 101,6 km2 (ref :). La lame d'eau écoulée dans le bassin est de 702 millimètres, ce qui est très élevé, même en Lorraine, surtout dans sa partie centrale. C'est largement supérieur à la moyenne de la France, tous bassins confondus, et surtout très nettement supérieur à la moyenne du bassin français de la Moselle (445 millimètres à Hauconcourt, en aval de Metz). Son débit spécifique ou Qsp atteint dès lors un solide 24,8 litres par seconde et par kilomètre carré de bassin.